# نيل أمندسون
نيل راسل أمندسون (10 يناير 1916 – 16 فبراير 2011). كان مهندسًا كيميائيًا أمريكيًا وعالم رياضيات تطبيقية. شغل منصب رئيس قسم الهندسة الكيميائية في جامعة مينيسوتا لأكثر من 25 عامًا. لاحقًا، أصبح أستاذ الهندسة الكيميائية والهندسة الجزيئية الحيوية والرياضيات في جامعة هيوستن. يعد أمندسون أحد أبرز معلمي وباحثي الهندسة الكيميائية في الولايات المتحدة. يحمل اسمه مبنى الهندسة الكيميائية وعلوم المواد بجامعة مينيسوتا-توين سيتيز.

## نشأته وتعليمه
ولد نيل أمندسون وترعرع في سانت بول، مينيسوتا، وكان الولد الوحيد لعامل أنابيب وربة منزل ناضلا في العيش خلال فترة الكساد الكبير. عندما كان نيل طفلًا في التاسعة من عمره، أصبح لاعب غولف مستخدمًا مضارب غولف قدمها له والده، أوسكار أمندسون. تخرج نيل من مدرسة سانت بول الثانوية المركزية عام 1933 وكان السادس على صفه الذي ضم 658 تلميذًا. حصل نيل على درجة البكالوريوس في الهندسة الكيميائية عام 1937، وكان الأول على صفه الذي ضم 52 تلميذًا في ذلك العام من جامعة مينيسوتا. عمل مهندس أساليب صناعية لدى شركة ستاندرد أويل في نيو جيرزي ضمن مصنع في لويزيانا. عاد إلى مينيسوتا حيث التقى زوجته شيرلي ديموند عام 1941 وأنجب الزوجان ثلاثة أطفال. التحق بكلية الدراسات العليا في جامعة مينيسوتا وحصل على درجة الماجستير في الهندسة الكيميائية سنة 1941؛ ودرجة الدكتوراه في الرياضيات عام 1945.

## مسيرته المهنية
ألقى دروسًا في قسم الرياضيات حتى سنة 1947 وانضم إلى قسم الهندسة الكيميائية في جامعة مينيسوتا، حيث استلم كرسي المنصب بين سنتي 1949 و1977. خلال 25 عامًا من ترأسه القسم، أمندسون على تحقيق القسم مرتبة وطنية عليا بين أقسام الهندسة الكيميائية، لا يزال محتفظًا بها إلى اليوم.
انضم أمندسون إلى جامعة هيوستن في عام 1977 كأستاذ جامعي وعضو في هيئة التدريس بقسمي الهندسة الكيميائية والرياضيات. كان عميدًا للجامعة بين عامي 1987 و1989. اشتهر أمندسون عالميًا بريادته في تطبيق النمذجة والتحليل الحسابيين لحل مشاكل الهندسة الكيميائية. تندرج إسهاماته التقنية في مجالات النمذجة والتحليل الحسابيين للمفاعلات الكيميائية، ونظم الفصل، ووحدات البلمرة، ووحدات إنتاج الغاز الطبيعي من الفحم. كان أمندسون أحد المهندسين الرئيسيين للمنهجية التحليلية التي يمارسها المهندسون الكيميائيون اليوم.
كتب أمندسون أكثر من 200 مقالة تقنية إلى جانب عدة كتب. وترأس لجنة مجلس البحوث الوطني في الولايات المتحدة التي كتبت تقريرًا كبير التأثير بعنوان «حدود الهندسة الكيميائية». كان المحرر الأميركي لمجلة «علوم الهندسة الكيميائية» بين عامي 1955 و1972. انتخب أمندسون عضوًا في الأكاديمية الوطنية للهندسة عام 1970 وفي الأكاديمية الوطنية للعلوم عام 1992. انتخب زميلًا في الأكاديمية الأمريكية للفنون والعلوم عام 1992. منحت الأكاديمية الوطنية للهندسة أمندسون جائزة مؤسسي الأكاديمية الوطنية للهندسة عام 1990.
في عام 1996، كان أمندسون أول متلقٍ لجائزة الندوة الدولية لهندسة التفاعلات الكيميائية، وسميت على اسمه أيضًا تكريمًا له. حصل على العديد من الجوائز المهنية من المعهد الأمريكي للمهندسين الكيميائيين والجمعية الكيميائية الأمريكية والندوة الدولية لهندسة التفاعلات الكيميائية والجمعية الأمريكية للتعليم الهندسي.
حصل على درجة الدكتوراه الفخرية من جامعات مينيسوتا ونوتردام وبنسلفانيا وغوادالاخارا وجامعة نورث وسترن (إلينوي). حصل على أعلى درجات التكريم من جامعتي مينيسوتا وهيوستن.

## وفاته
توفي أمندسون في 16 فبراير 2011 عن عمر يناهز 95 عامًا.